# St Marys (Tasmanien)

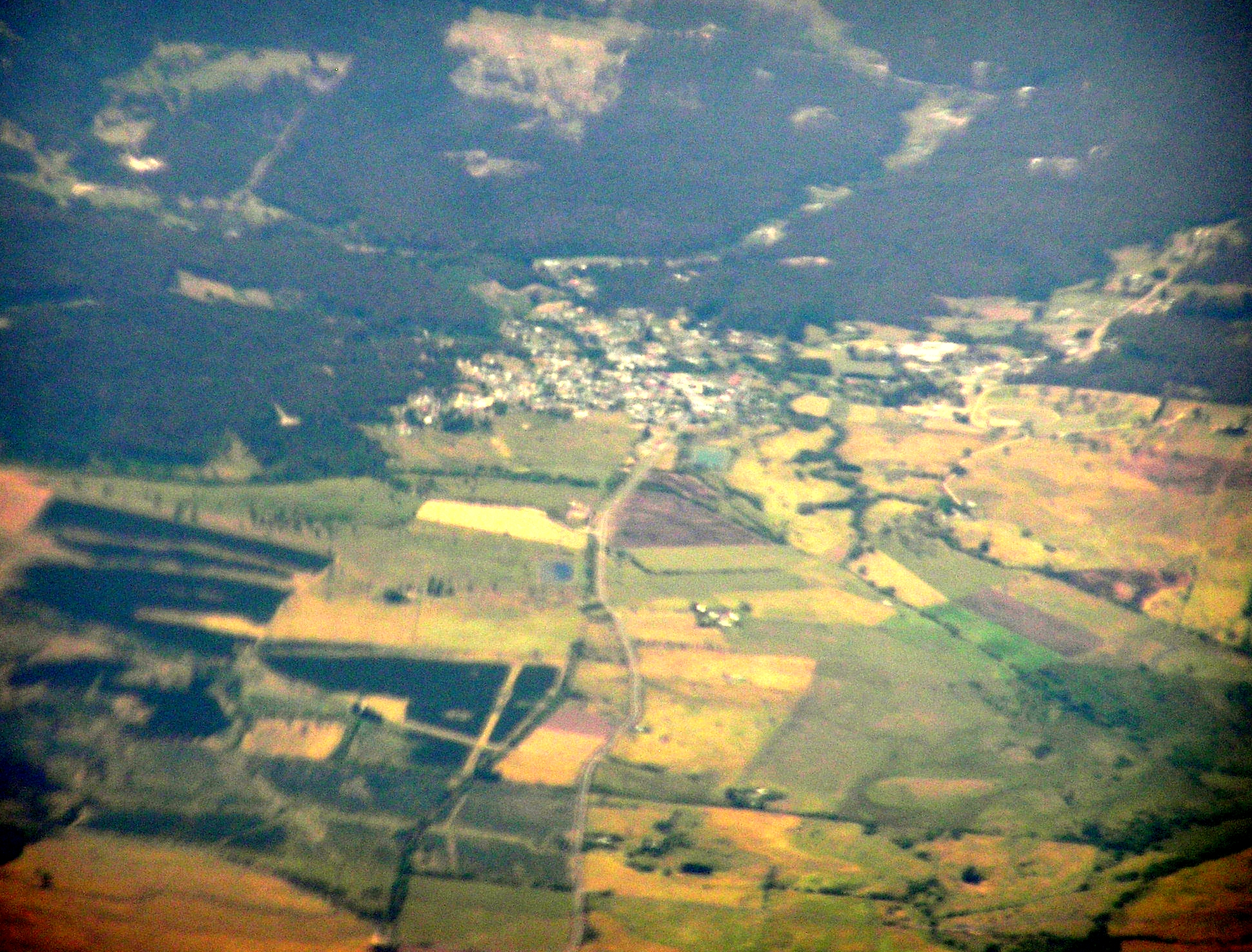
Luftbild von Westen

St Marys ist eine Kleinstadt im Nordosten des australischen Bundesstaates Tasmanien. Sie liegt am Abzweig der Elephant Pass Road (A4) vom Esk Highway (A4), ca. 10 km von der Ostküste der Insel entfernt. Die Entfernung nach Hobart beträgt 240 km, die nach Launceston 130 km.
Von der Küste und vom Tasman Highway (A3), der früher durch die Stadt verlief, ist sie heute durch den Elephant Pass oder den St Marys Pass getrennt. Die Stadt liegt unterhalb des St Patricks Head, einem 694 m hohen, felsigen Berg.
Bei der Volkszählung 2006 wurde die Einwohnerzahl zu 522 festgestellt. und Anfang des 21. Jahrhunderts zählte die Stadt zu den am schnellsten wachsenden Tasmaniens. St Marys liegt im Tal des Break O’Day River und gehört zur Local government Area Break O’Day Municipality.
Man findet dort eine Reihe von Übernachtungsmöglichkeiten, eine Kunstgalerie, eine Backerei, Geschäfte und Supermärkte, sowie das St Marys Hotel, erbaut 1916, das den Stadtkern beherrscht.

## Geschichte
Den ersten Kontakt eines Europäers mit der Gegend hatte Kapitän Tobias Furneaux, der 1773 den 694 m hohen St Patricks Head sah und benannte. Bei der frühen Besiedlung Tasmaniens (damals Van-Diemens-Land) spielte die Region um St Marys keine Rolle.
Erst in den 1840er-Jahren wurde eine Bewährungsanstalt für 300 Sträflinge in Grassy Bottom (zwischen dem heutigen St Marys und dem St Marys Pass) errichtet. Die Sträflinge waren angewiesen, eine Straße durch die Berge zur Ostküste zu bauen. Dies erfolgte zwischen 1843 und 1846.
Ab 1866 führte die neue Eisenbahnlinie zu größerer Bedeutung der Siedlung als Dienstleistungszentrum. Die Elephant Pass Road wurde 1888 fertiggestellt und diente dem Gütertransport an die Ostküste nach Bicheno und Chain of Lagoons. Dies wiederum führte zu einem Wachsen der Bevölkerung, weil St Marys nun als Versorgungsstation für die umliegenden Milchviehfarmen diente.
Die ehemals für die Stadt so wichtige Eisenbahnstrecke ist heute aufgelassen, nur der Bahnhof steht noch.

## Tourismus
Die Umgebung von St Marys hat viele Attraktionen zu bieten: Klettern am St Patricks Head oder dem leichter erreichbaren South Sister Peak sowie wunderbare Ausblicke auf den Wald und die Küste von dort und auch vom Elephant Pass.
Coalminers Heritage Wall und Coalminers Heritage Walk bei der kleinen Siedlung Cornwall erinnern an die Bergleute, die von Hand Stollen in die Mount Nicholas Range trieben.
Auch ein Besuch der nahegelegenen Wasserfälle, ein Angelausflug zum Lake Leake oder eine Wanderung durch den Douglas-Apsley-Nationalpark sind empfehlenswert.

### Weg zum St Patricks Head
Die Straße führt von St Marys nach Osten. Dort, wo der Anstieg beginnt, biegt man rechts ab, wo die Irish Town Road nach oben führt. Diese Straße wird bald zum Feldweg und man folgt den Wegweisern. Der Aufstieg ist nichts für Ungeübte; einige Stellen sind drahtseilversichert. Aber der Ausblick vom Gipfel ist grandios und ein wahrer Lohn der Mühe.

### Weg zum South Sister Peak
Man nimmt die German Town Road und biegt am South Sister Signpost links ab. Der Aufstieg ist wesentlich leichter als auf den St Patricks Head und der Aussichtspunkt ist bereits nach 10–15 Minuten Fußmarsch vom Parkplatz aus erreicht.

### Christ Church und Cullenswood
Die Christ Church ist eine eigenartige, kleine Kirche mitten auf dem freien Feld einige Kilometer westlich von St Marys. Die Kirche wurde 1847 errichtet und gehörte zu einem großen Anwesen namens Cullenswood, das Ende der 1820er-Jahre von Robert Vincent Legge gegründet wurde, der 1827 in Van-Diemens-Land ankam. Das Herrenhaus Cullenswood wurde 1845 gebaut und liegt an der Straße nach Cornwall neben der Esk Main Road. Es ist ein zweigeschossiges, aus Bruchsteinen erbautes Haus in georgianischen Stil. Es besitzt eine Veranda mit Säulen und blechgedecktes Walmdach, ist aber nicht öffentlich zugänglich.
Im Dezember 2006 zerstörte ein Waldbrand die Gegend.